# Virginia (Illinois)
Virginia é uma cidade localizada no estado americano de Illinois, no Condado de Cass.

## Demografia
Segundo o censo americano de 2000, a sua população era de 1728 habitantes.
Em 2006, foi estimada uma população de 1692, um decréscimo de 36 (-2.1%).

## Geografia
De acordo com o United States Census Bureau tem uma área de
2,8 km², dos quais 2,8 km² cobertos por terra e 0,0 km² cobertos por água. Virginia localiza-se a aproximadamente 184 m acima do nível do mar.

## Localidades na vizinhança
O diagrama seguinte representa as localidades num raio de 20 km ao redor de Virginia.